# Нараевская сельская община
Нараевская сельская община (укр. Нараївська сільська громада) — территориальная община в Тернопольском районе Тернопольской области Украины.
Административный центр — село Нараев.
Население составляет 6828 человек. Площадь — 216,9 км².
В соответствии с распоряжением Кабинета Министров Украины от 12 июня 2020 года, в состав общины вошла территория Вербовского, Куряновского, Лапшинского, Нараевского, Подвысокского, Рекшинского и Рогачинского сельских советов упразднённого Бережанского района.

## Населённые пункты
В состав общины входит 18 сёл:
- Нараев
  - Дулябы
  - Шайбовка
- Вербовский старостинский округ:
  - Вербов
- Куряновский старостинский округ:
  - Куряны
  - Павлов
- Лапшинский старостинский округ:
  - Гаёк
  - Лапшин
- Подвысокский старостинский округ:
  - Гутиско
  - Демня
  - Подвысокое
- Рекшинский старостинский округ:
  - Дверцы
  - Писаревка
  - Поточаны
  - Рекшин
  - Стрыганцы
- Рогачинский старостинский округ:
  - Волица
  - Рогачин